# بيت حيفر
بيت حيفر أو بات حيفر (بالعبرية: בַּת חֵפֶר) هي مستوطنة سُكانية إسرائيلية تقع في أراضي مدينة طولكرم بالضفة الغربية، وتلاصق المستوطنة أحياء مدينة طولكرم. استخدمت الدبابات الإسرائيلية المستوطنة كقاعدة عسكرية لقصف ومهاجمة مدينة طولكرم منها خلال الإنتفاضة الفلسطينية الثانية، وفي عام 2002 قامت إسرائيل بتركيب جدار عازل لفصل مدينة طولكرم عن المستوطنة، إضافة إلى تركيب سياج كهربائي، وكاميرات مراقبة، وأبراج عسكرية، وبوابات.

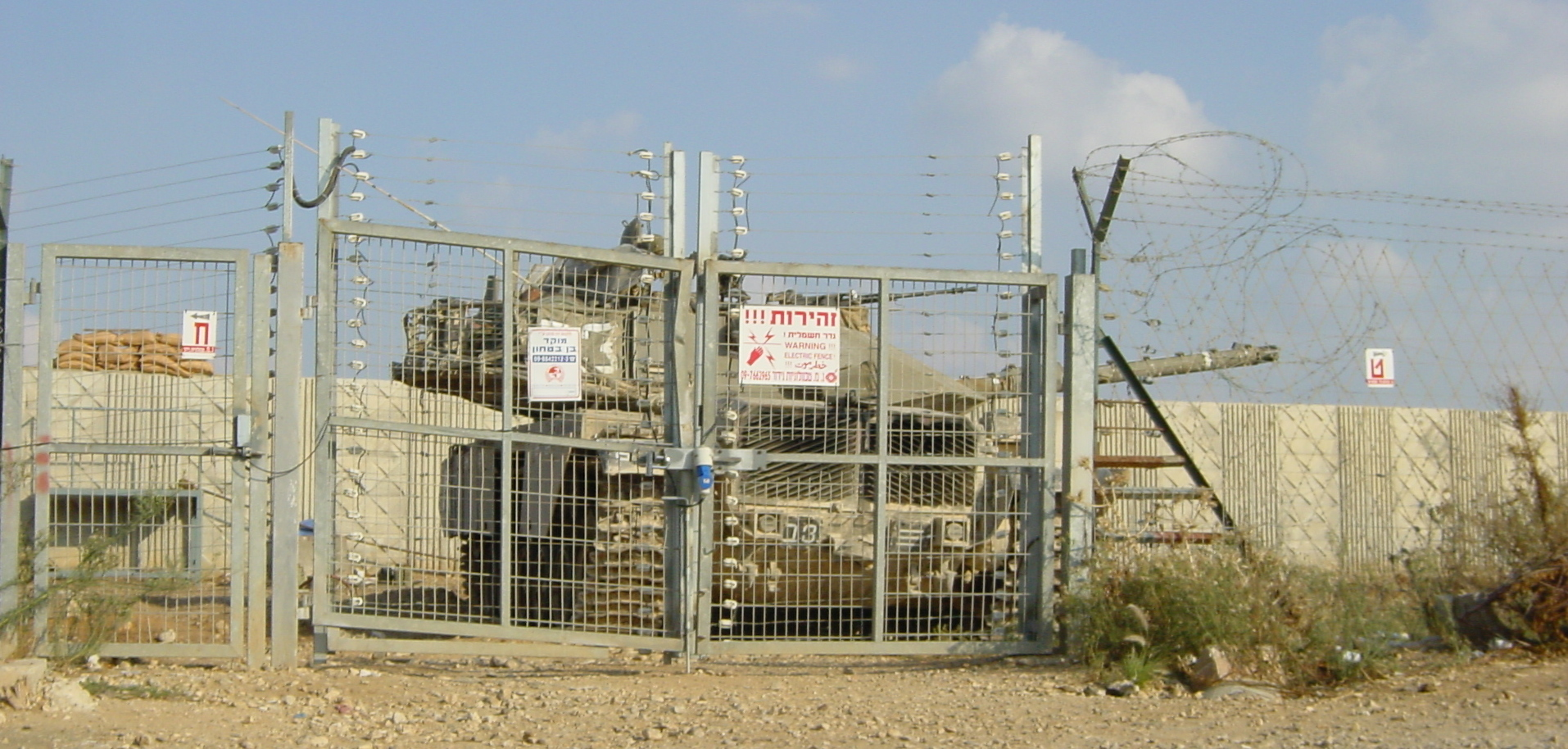
إحدى الدبابات الإسرائيلية أمام بوابة مستوطنة بيت حيفر في مدينة طولكرم خلال الحرب (أكتوبر 2001).

## التاريخ
أقيمت مستوطنة بيت حيفر في مدينة طولكرم عام 1995 على مساحة مئات الدونمات من أراضي أحياء المدينة.

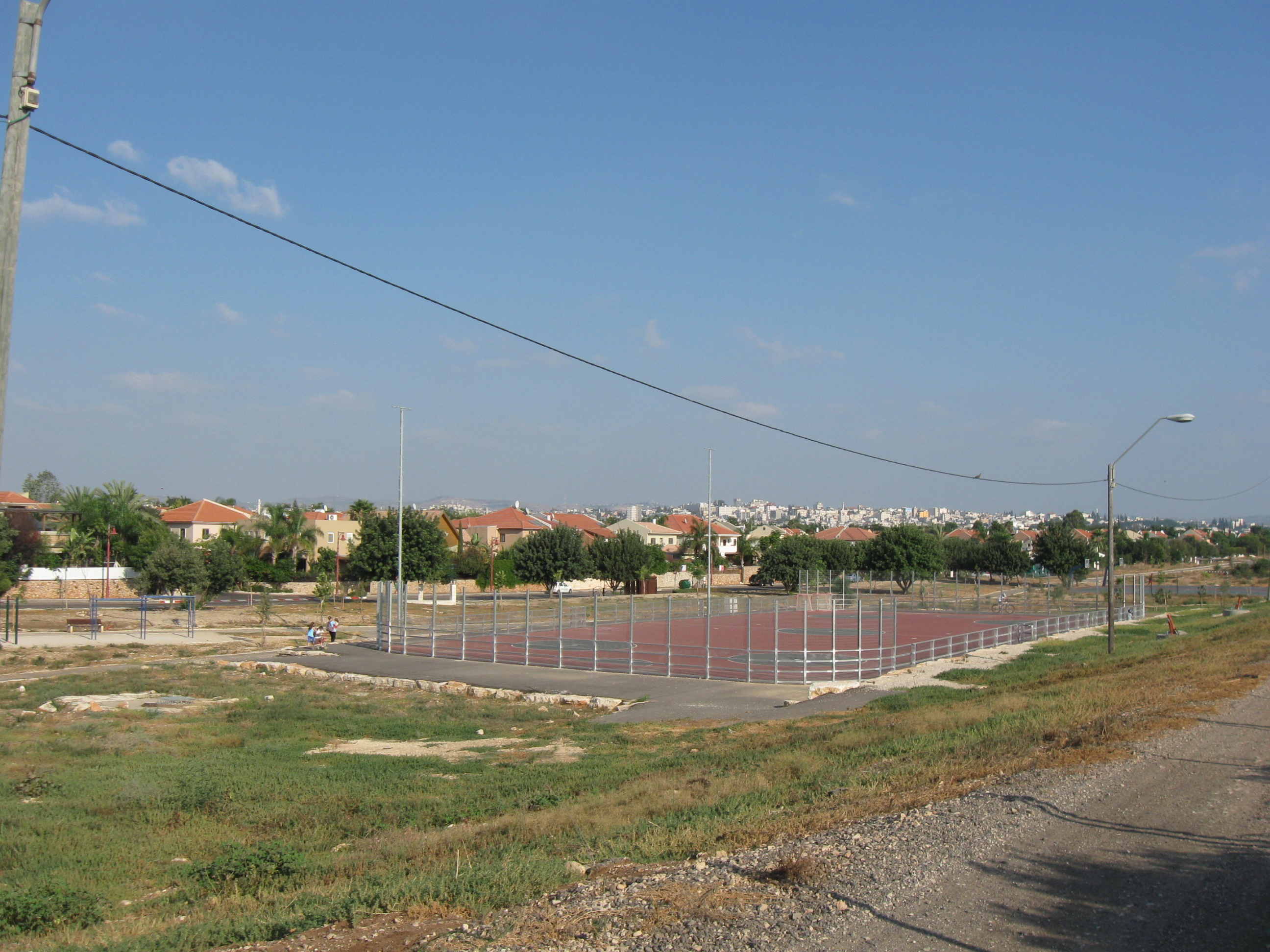
صورة تجمع مستوطنة بيت حيفر ومدينة طولكرم

## الموقع
تقع مستوطنة بيت حيفر في القلب الغربي لمدينة طولكرم، وتلاصق المستوطنة عددًا من أحياء مدينة طولكرم، منها: حي الأقصى (حي الملسات)؛ وتعاني أحياء المدينة هذه من ممارسات حراس المستوطنة والجنود الإسرائيليين فيها.

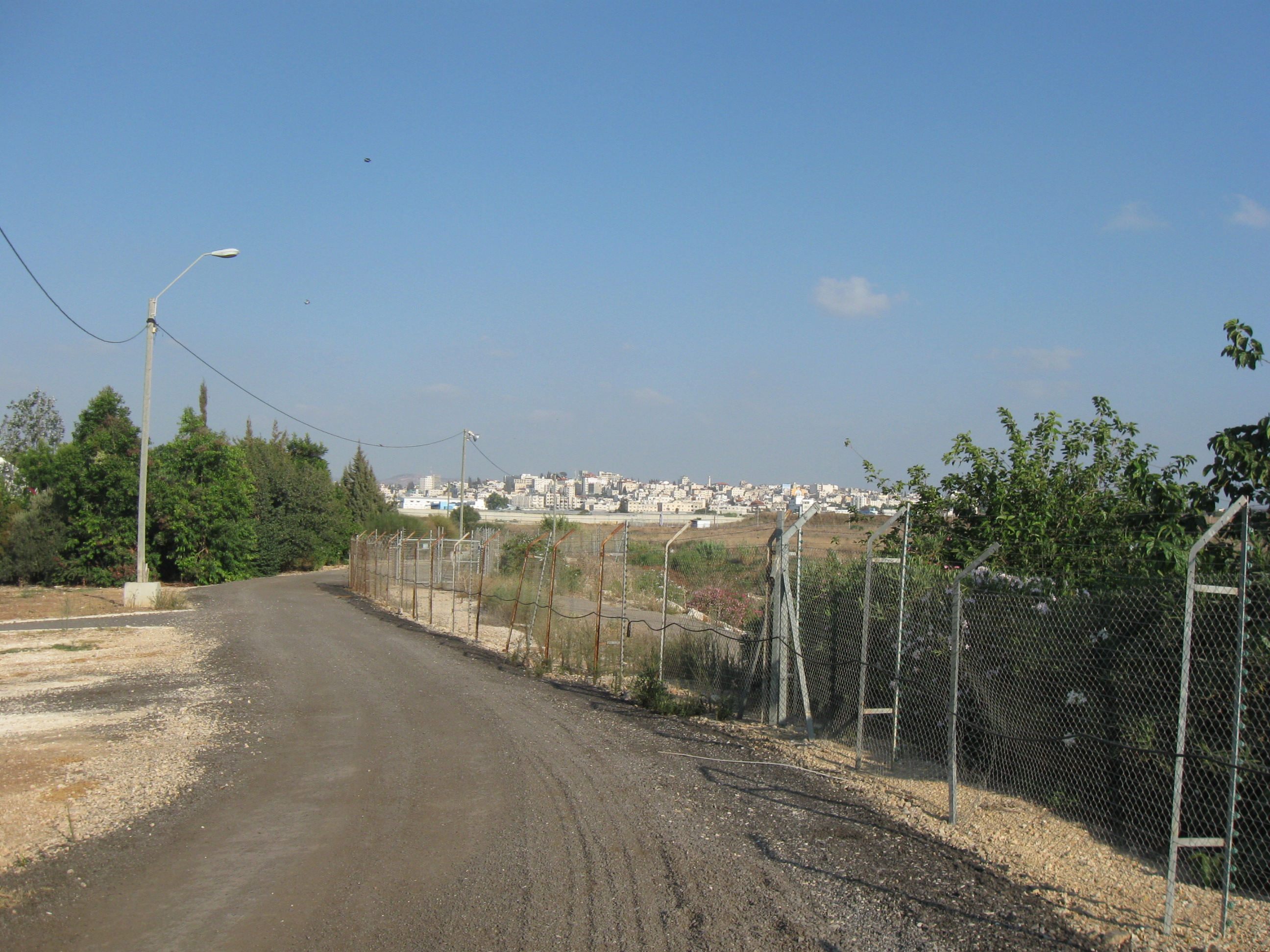
صورة تجمع المستوطنة ومدينة طولكرم

## السكان
بلغ عدد سكان مستوطنة بيت حيفر حوالي 5,342 نسمة خلال عام 2018.

## معرض صور

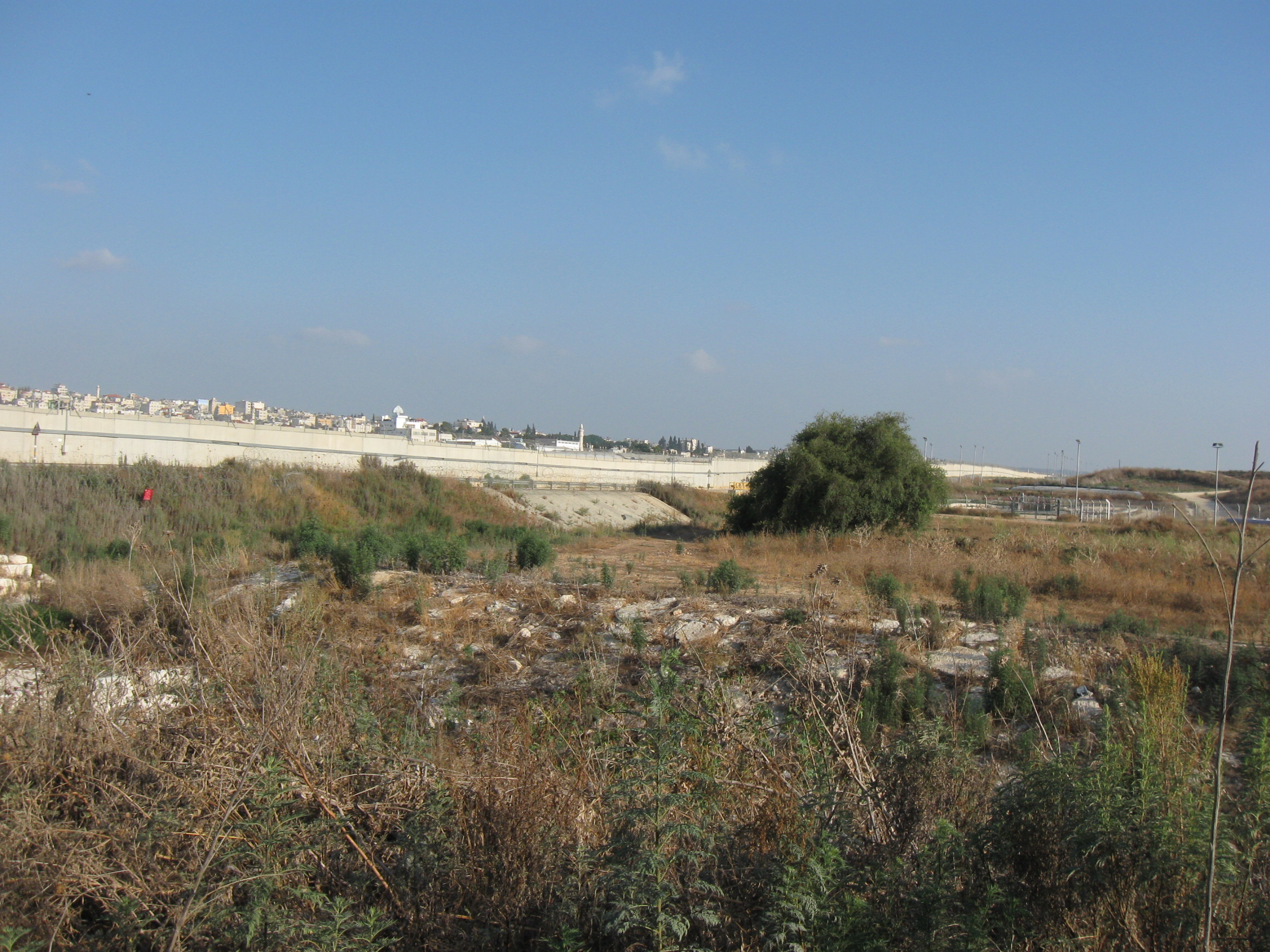
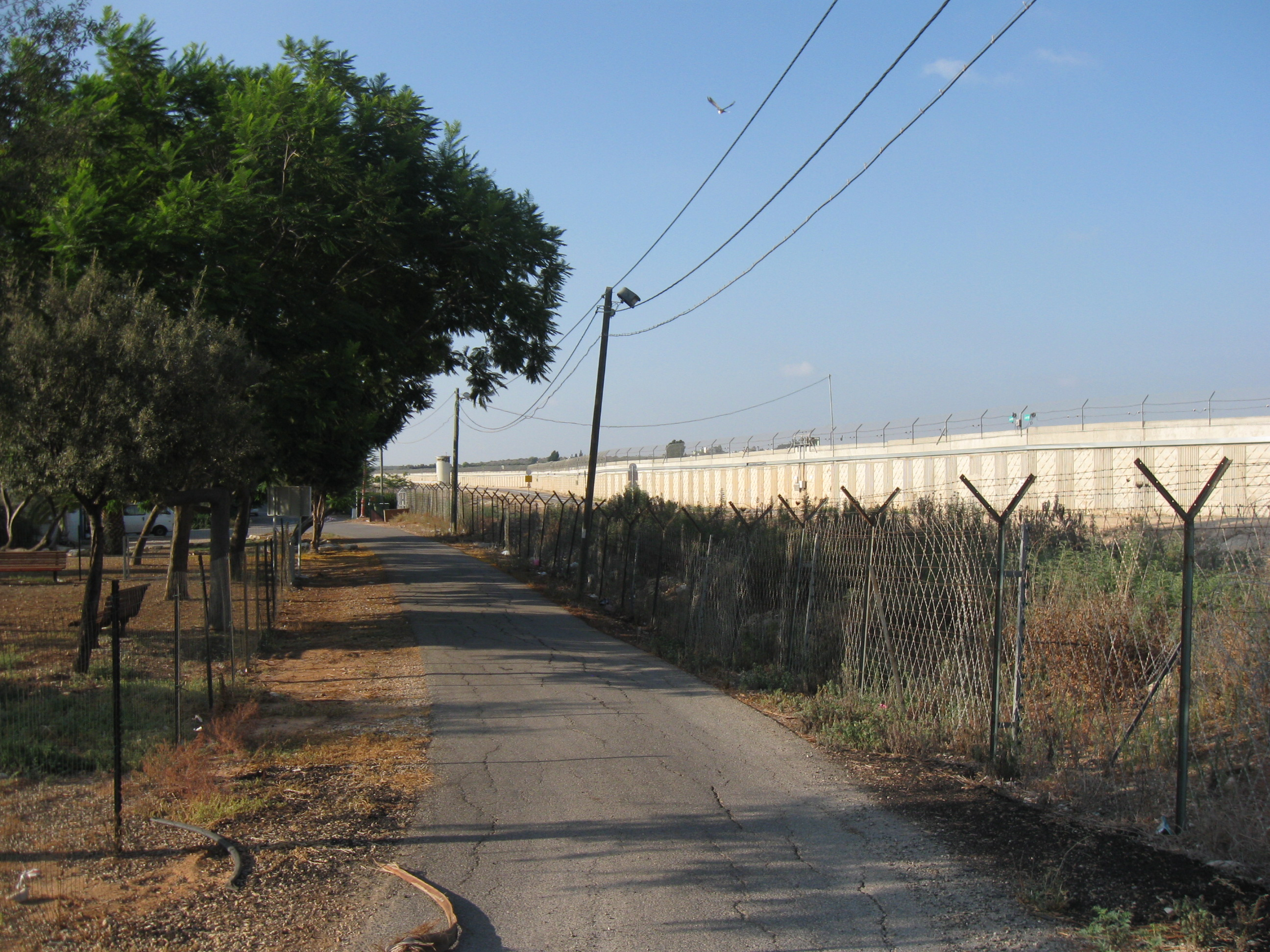
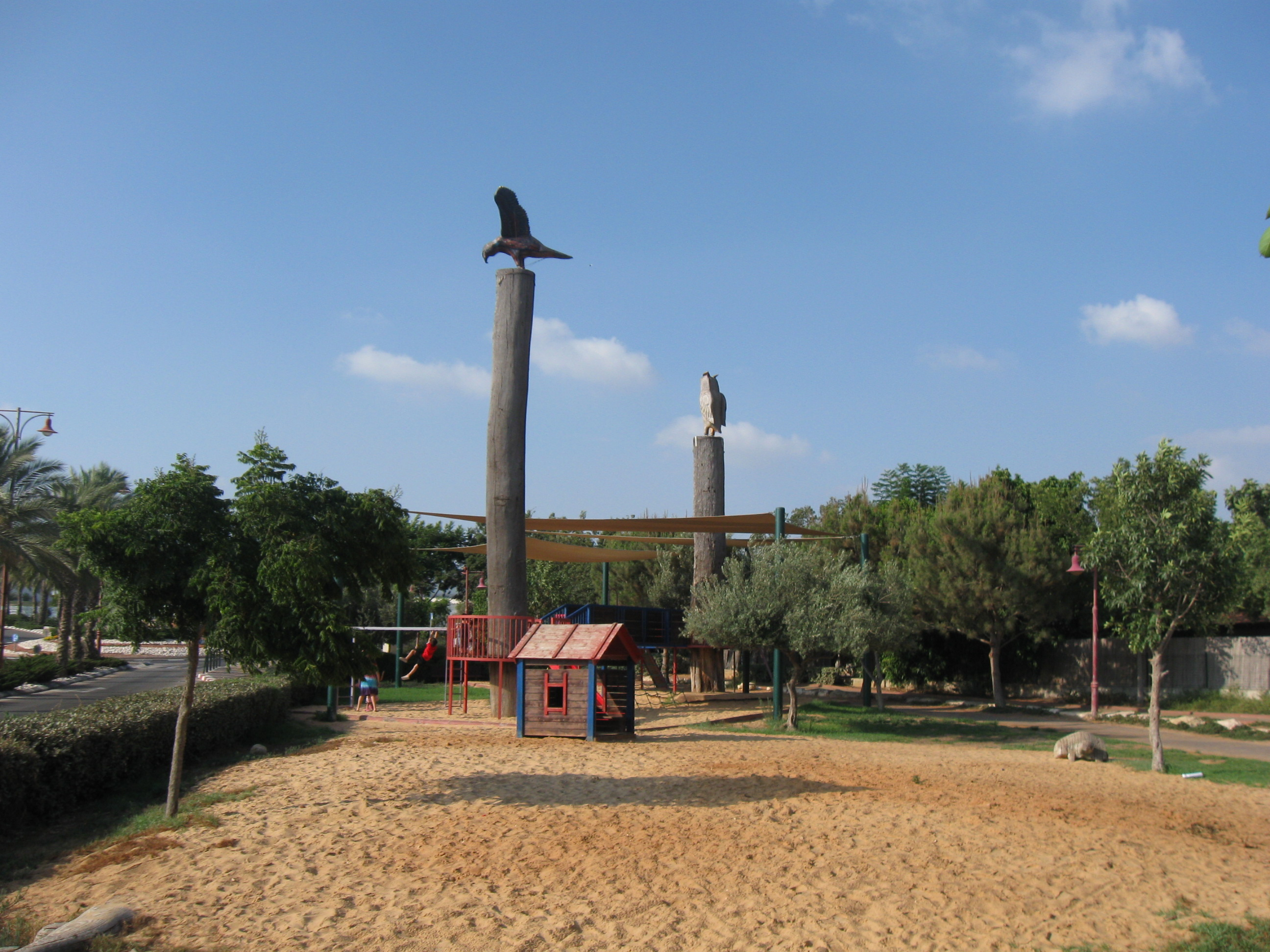
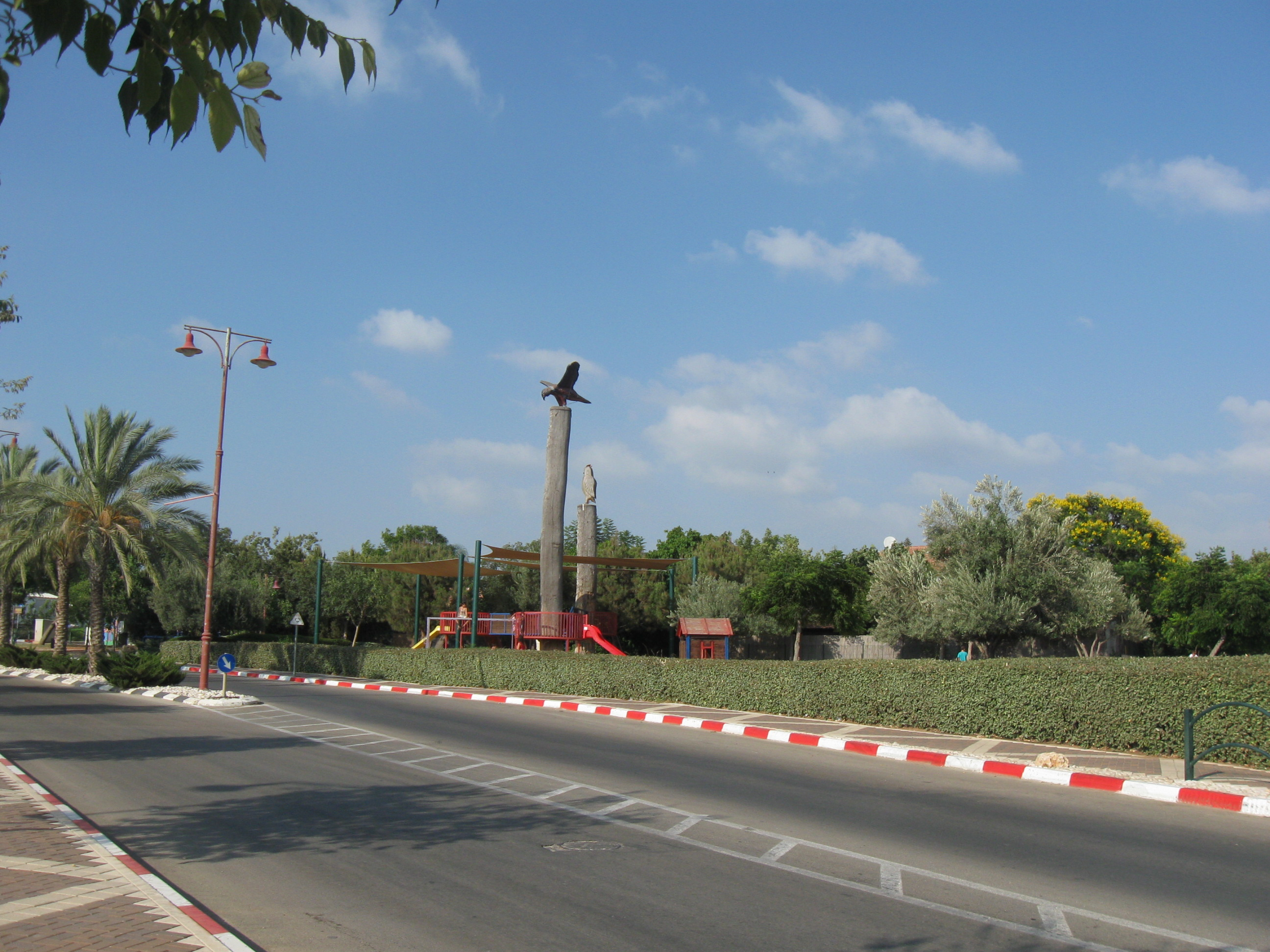
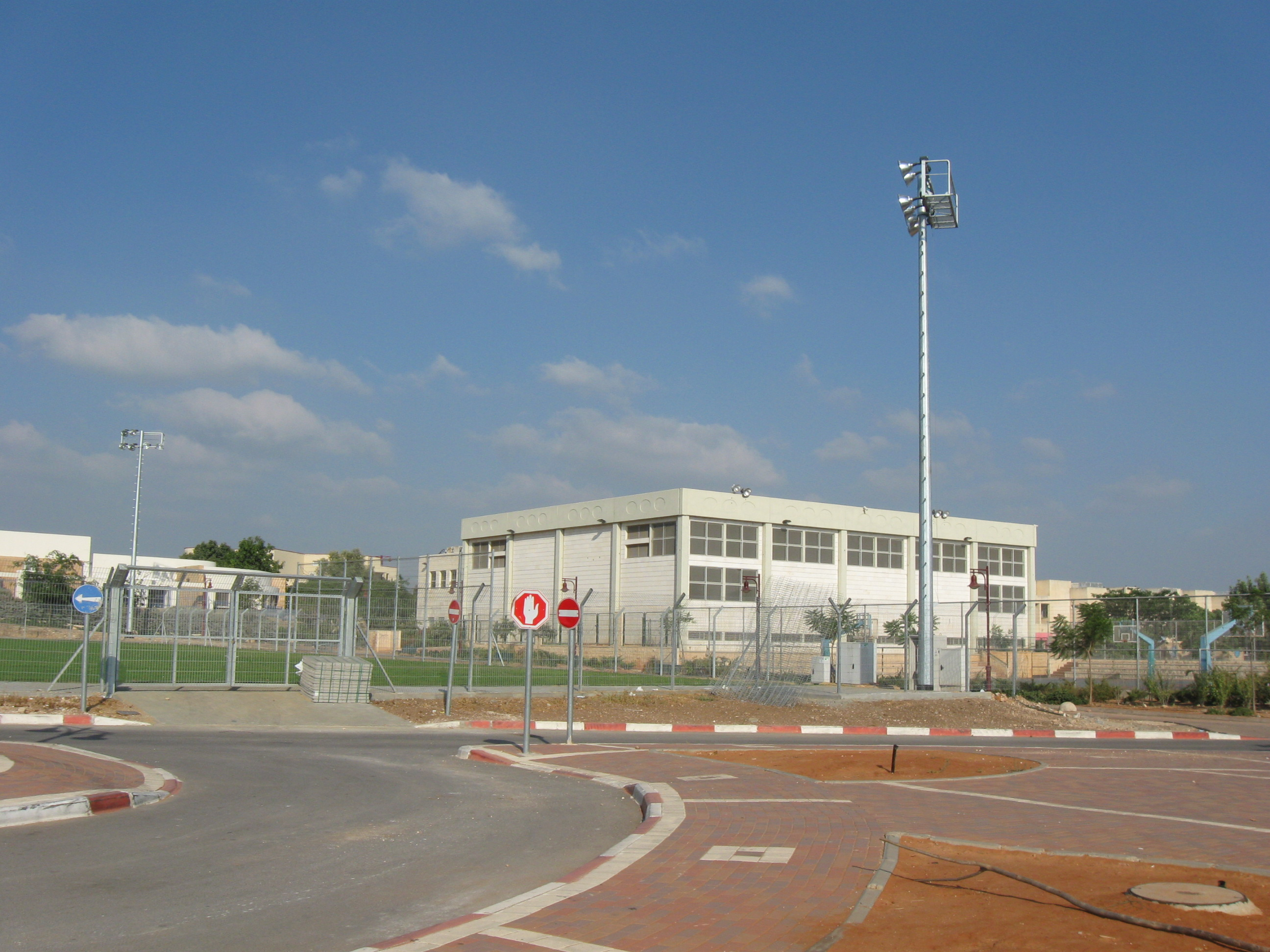
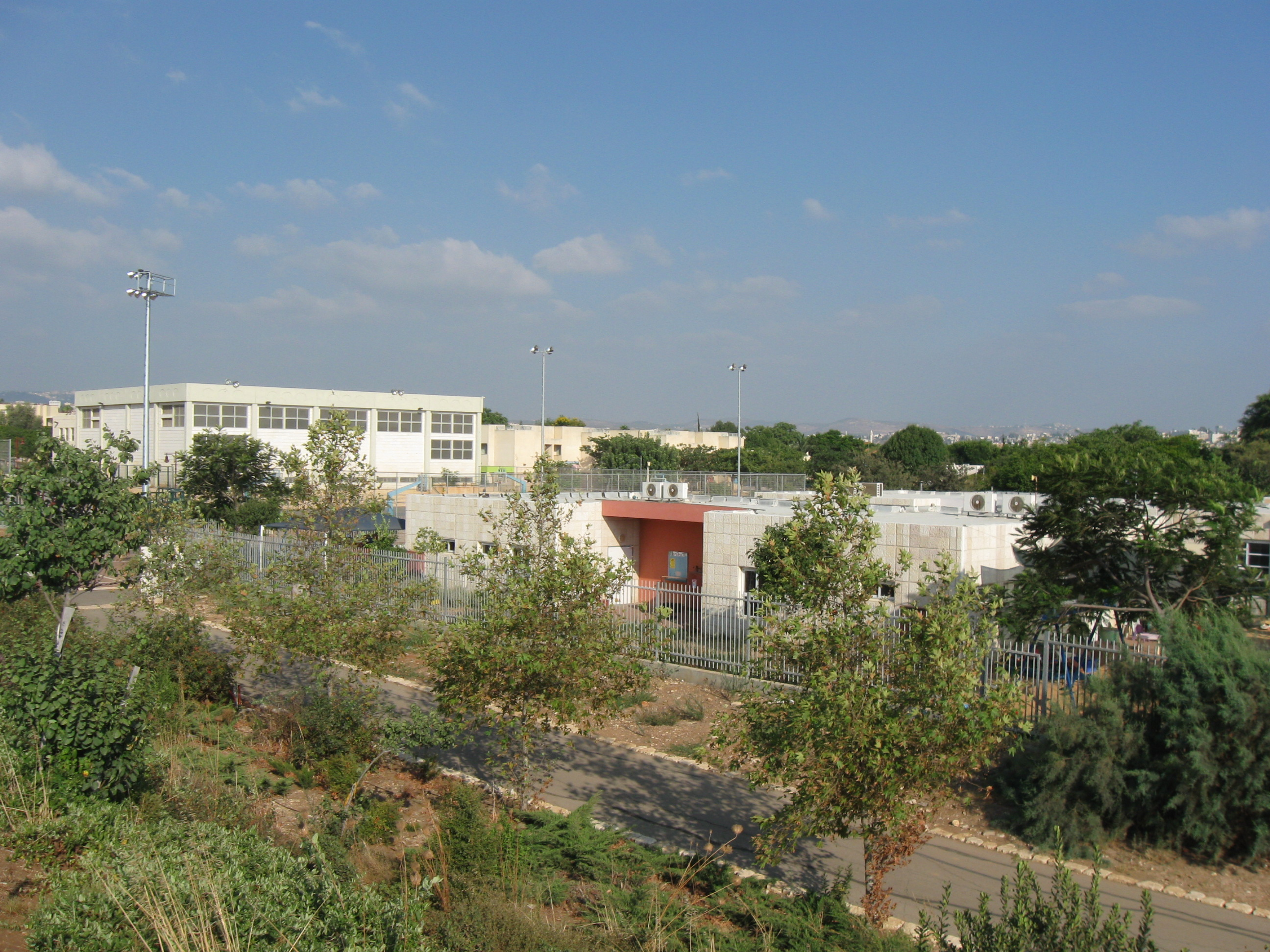
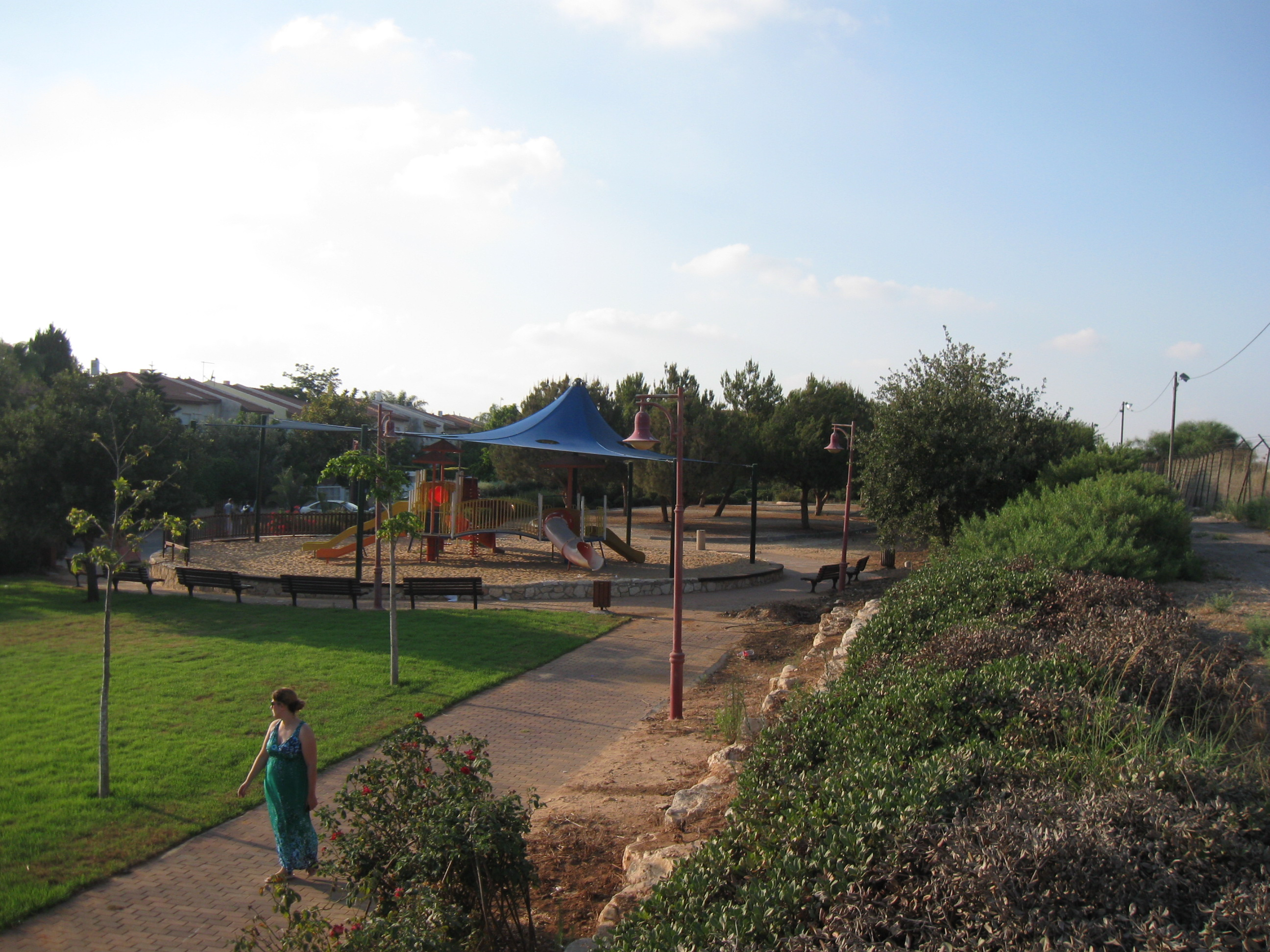
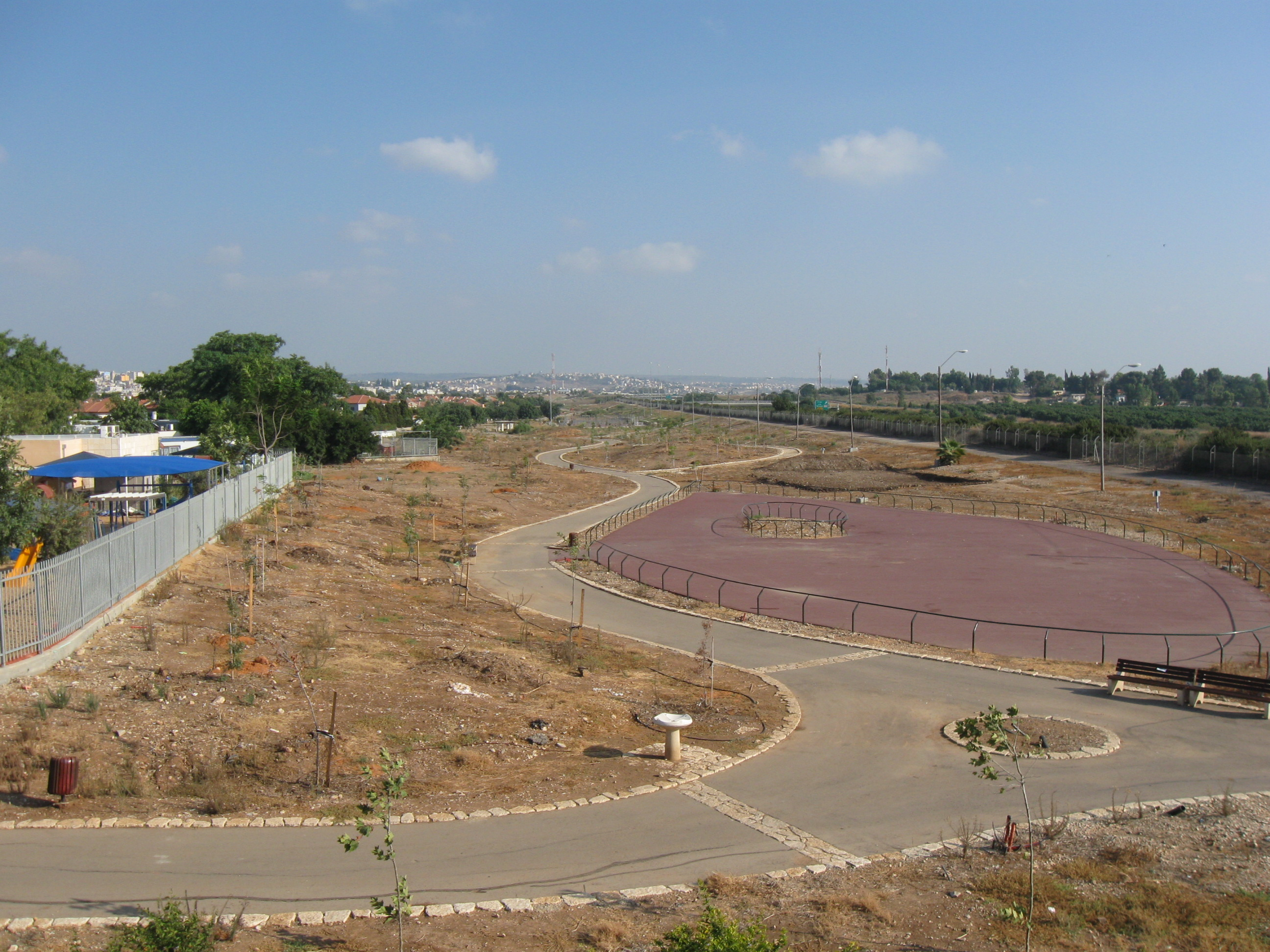
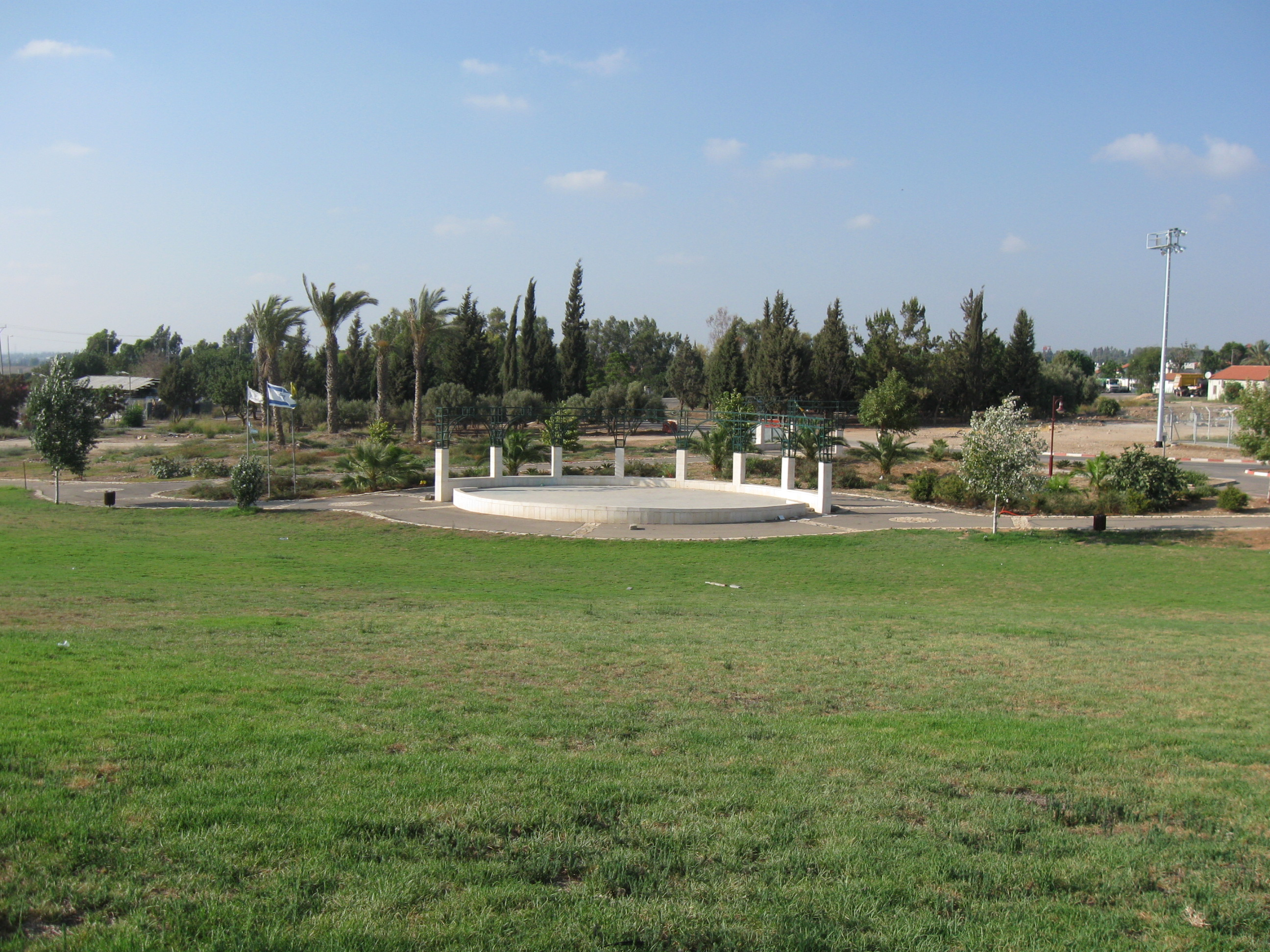
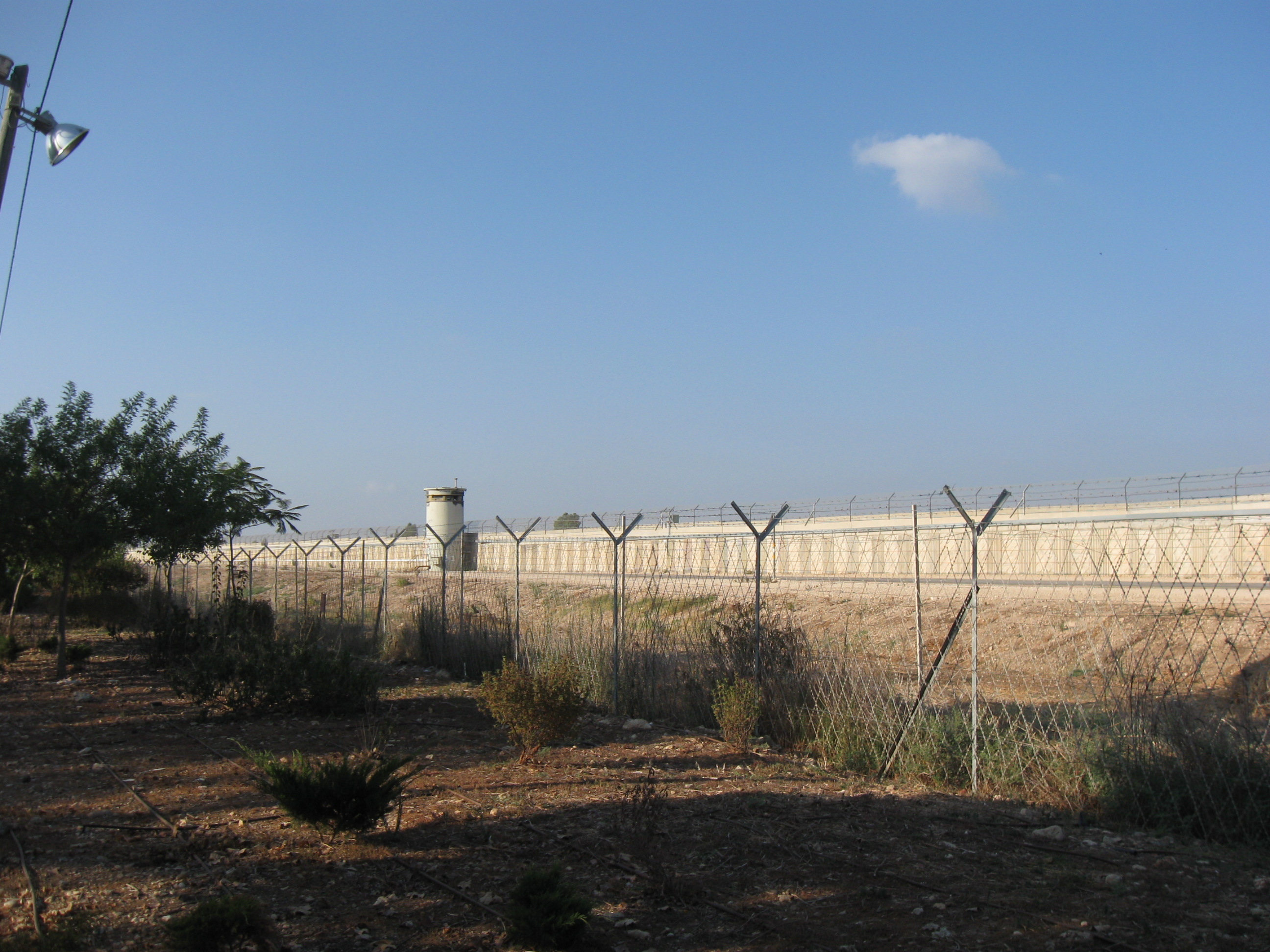
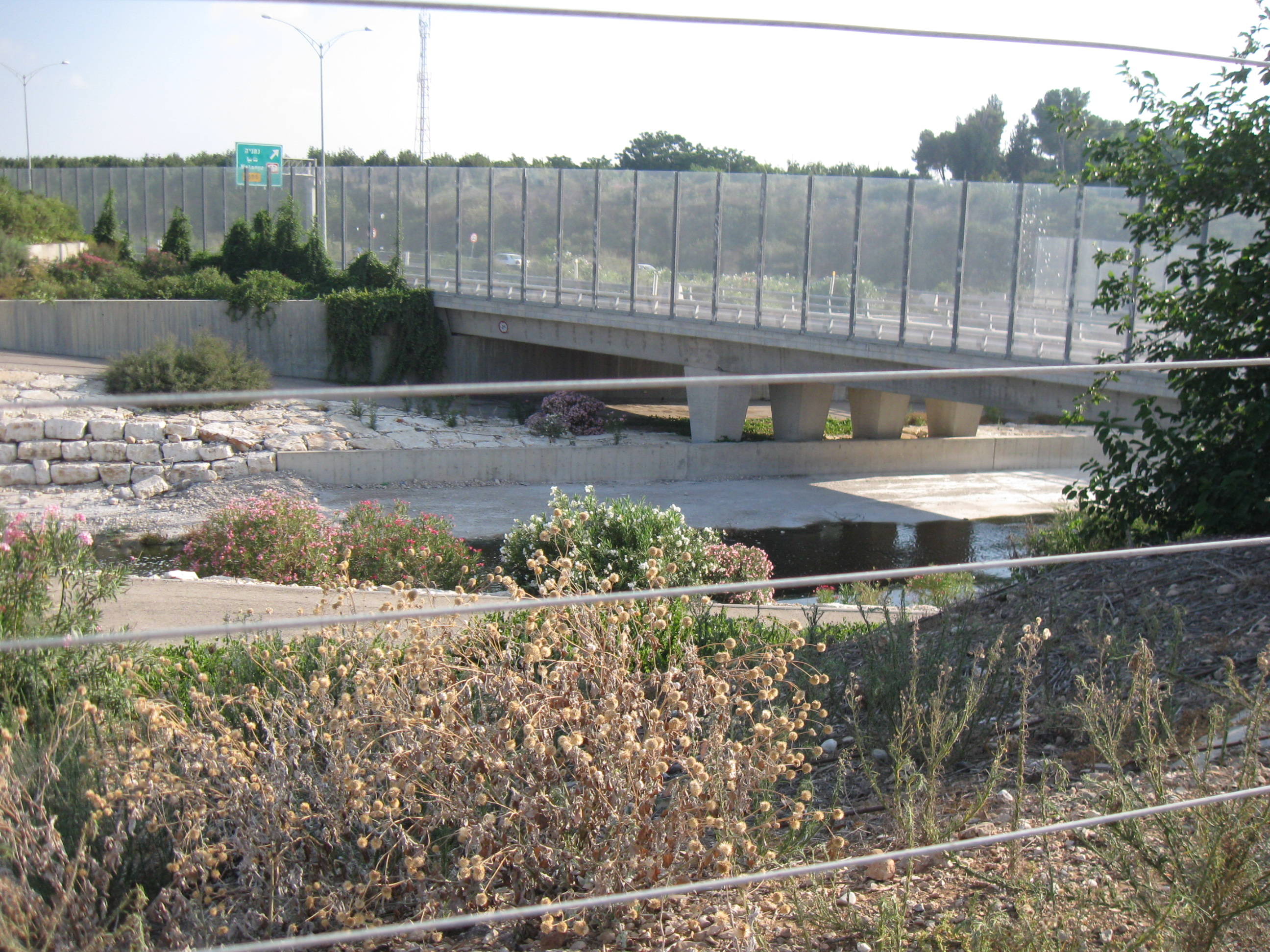
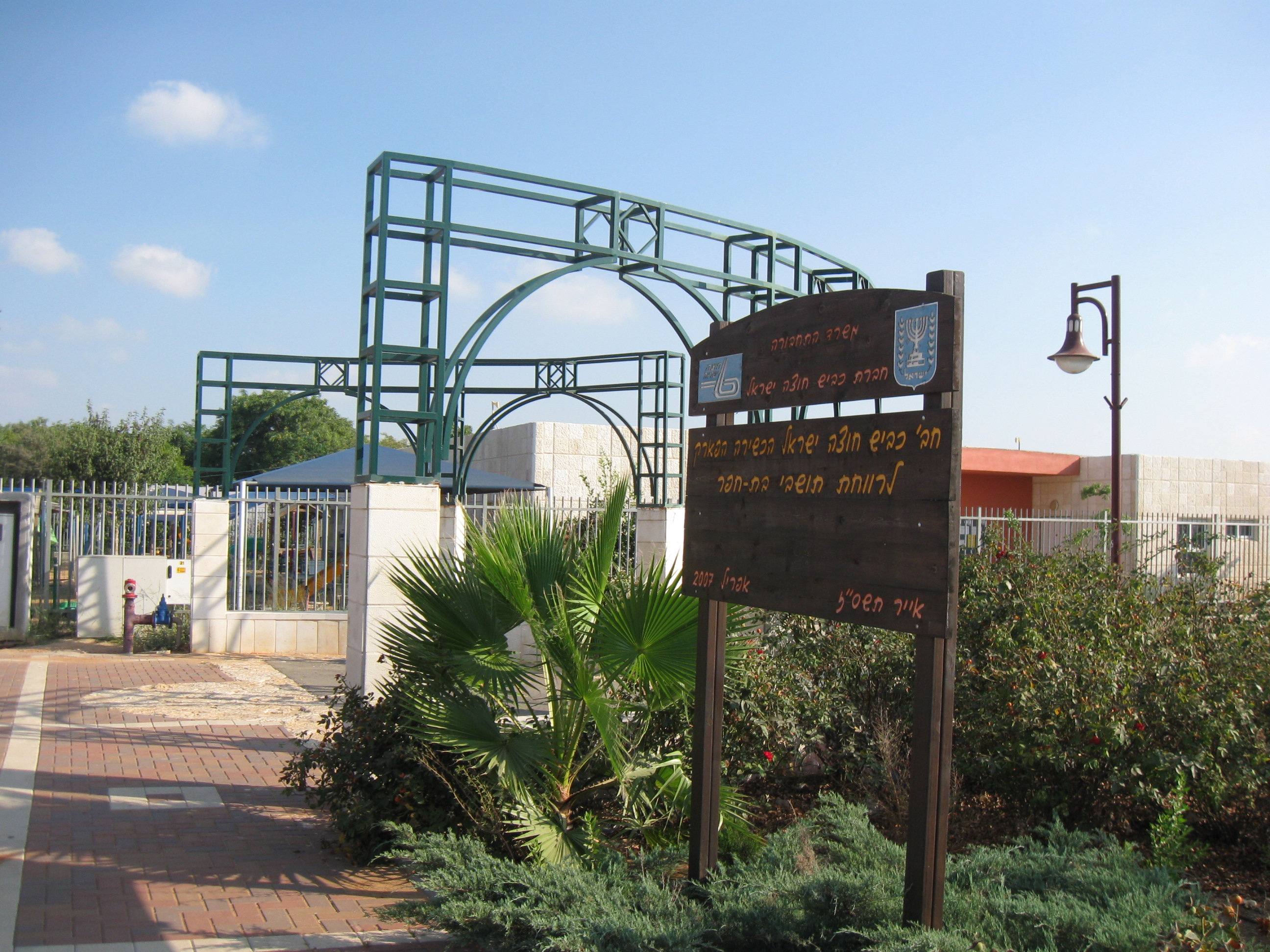
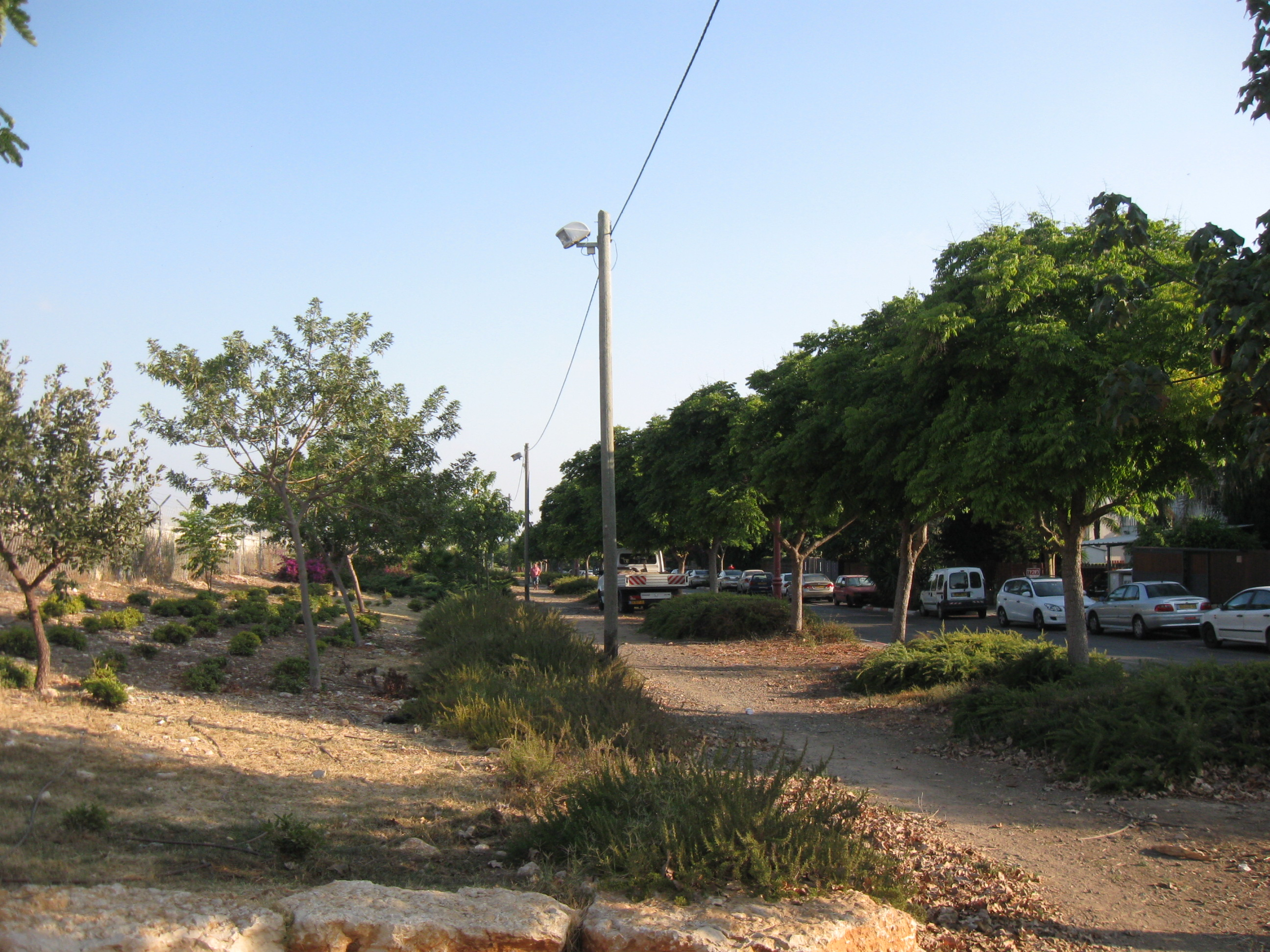
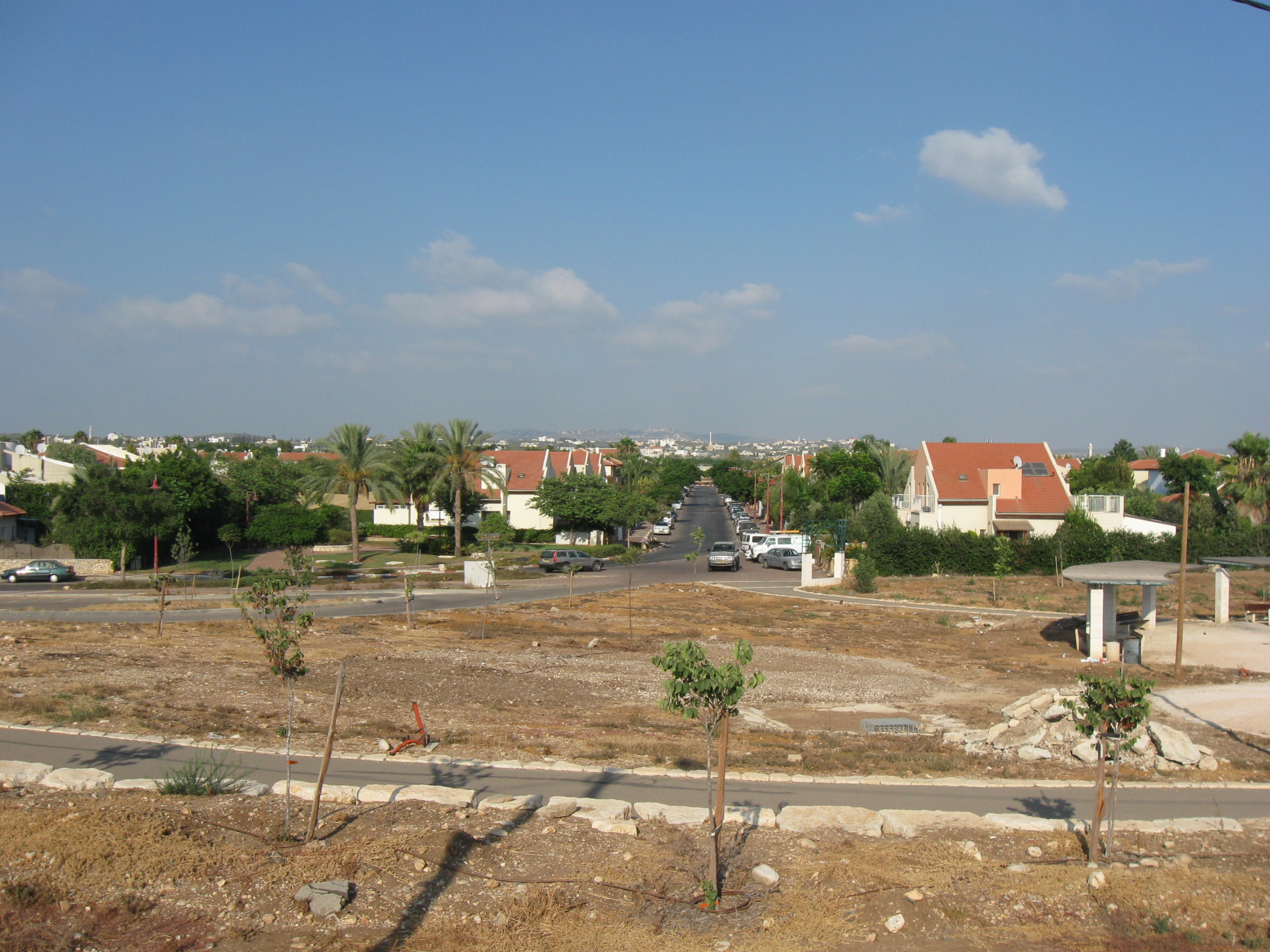
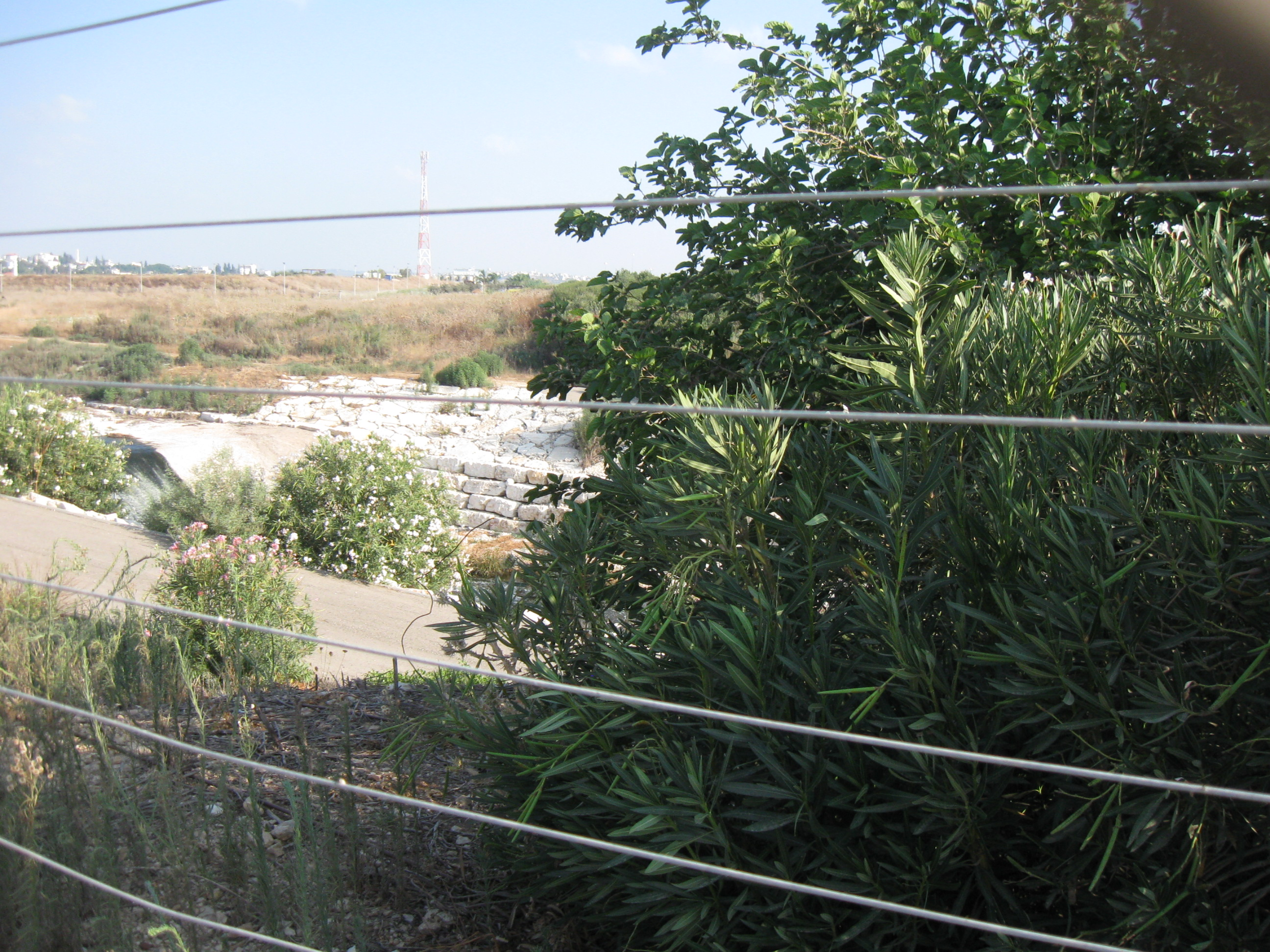
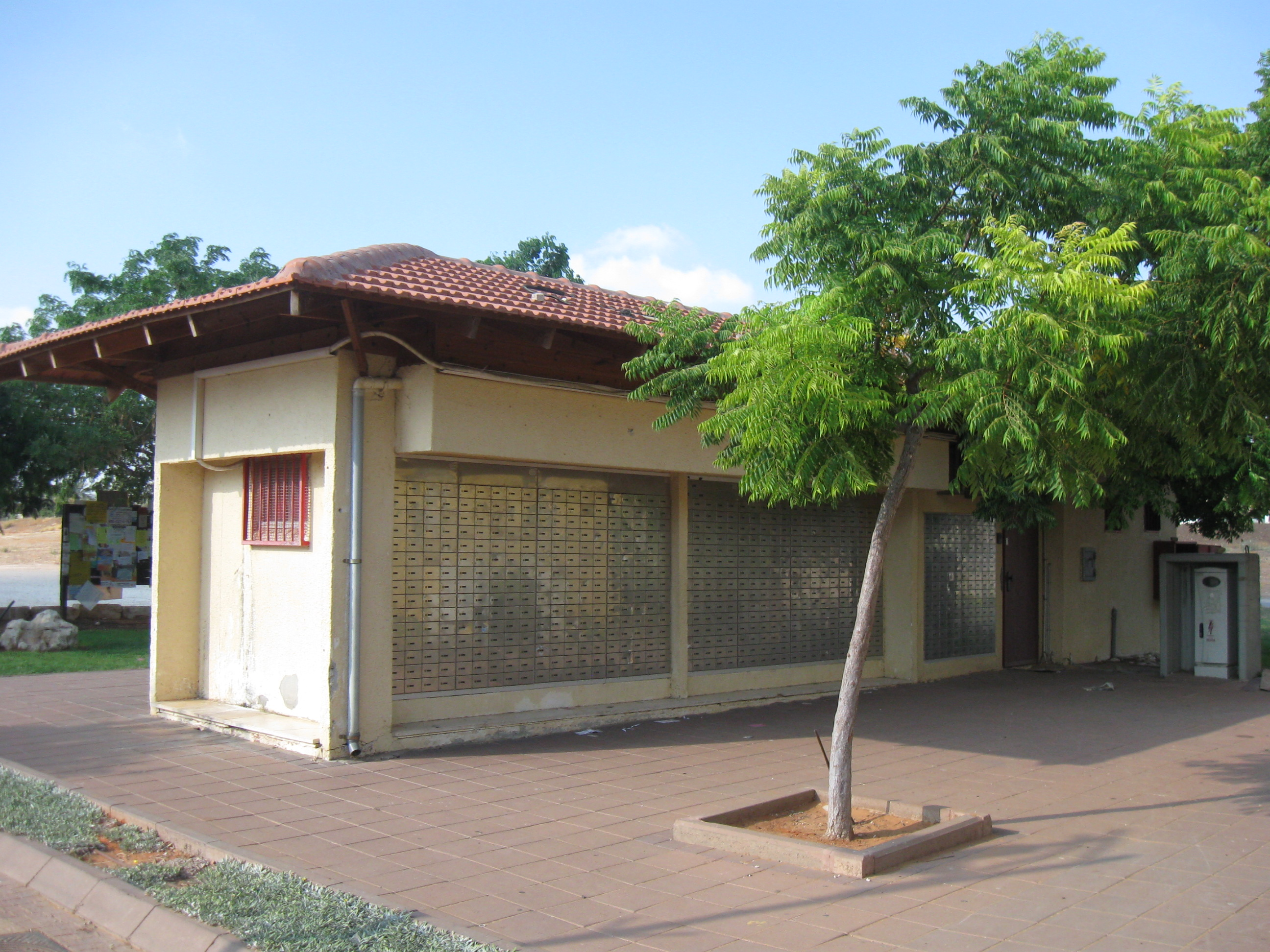
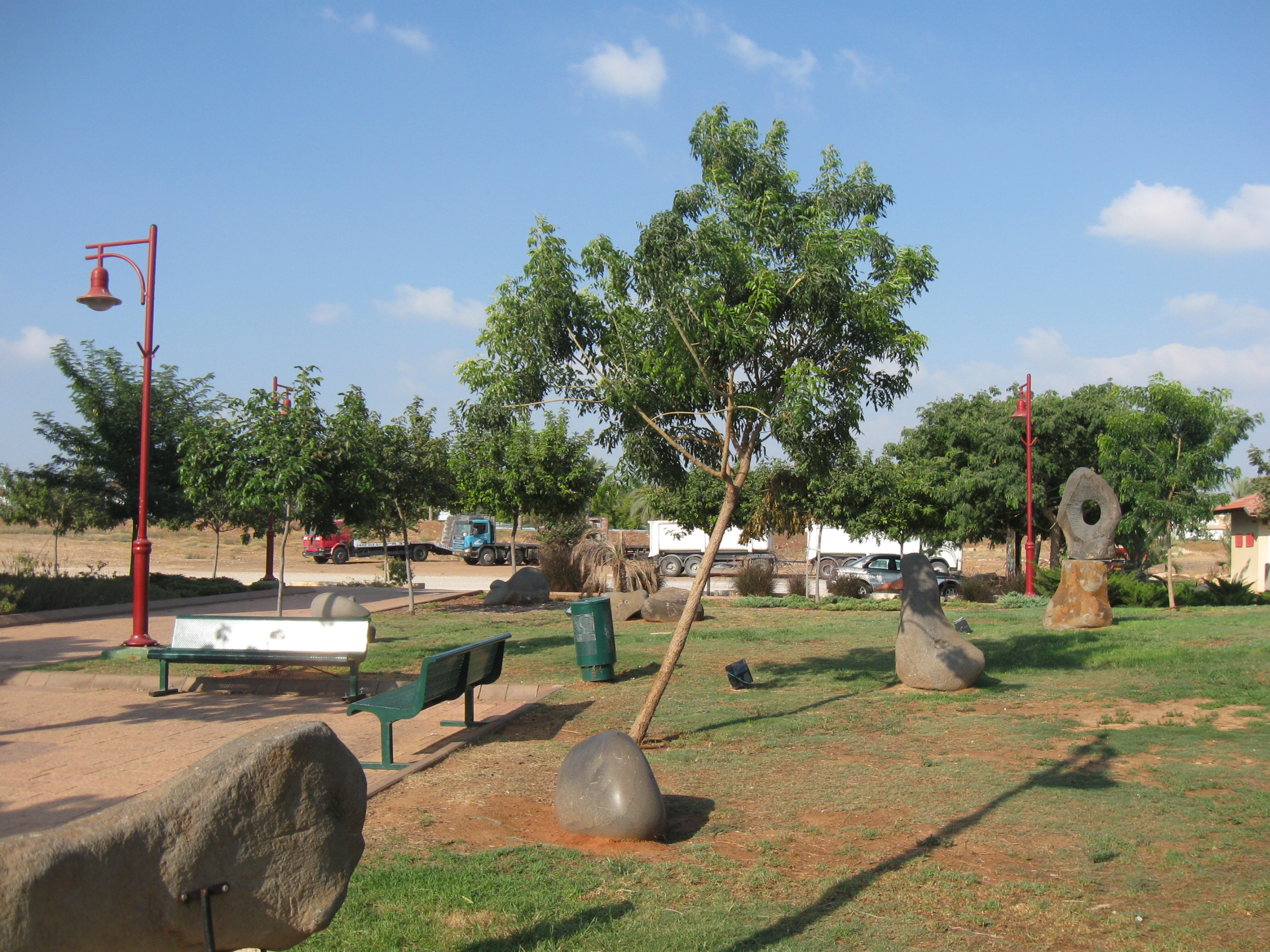
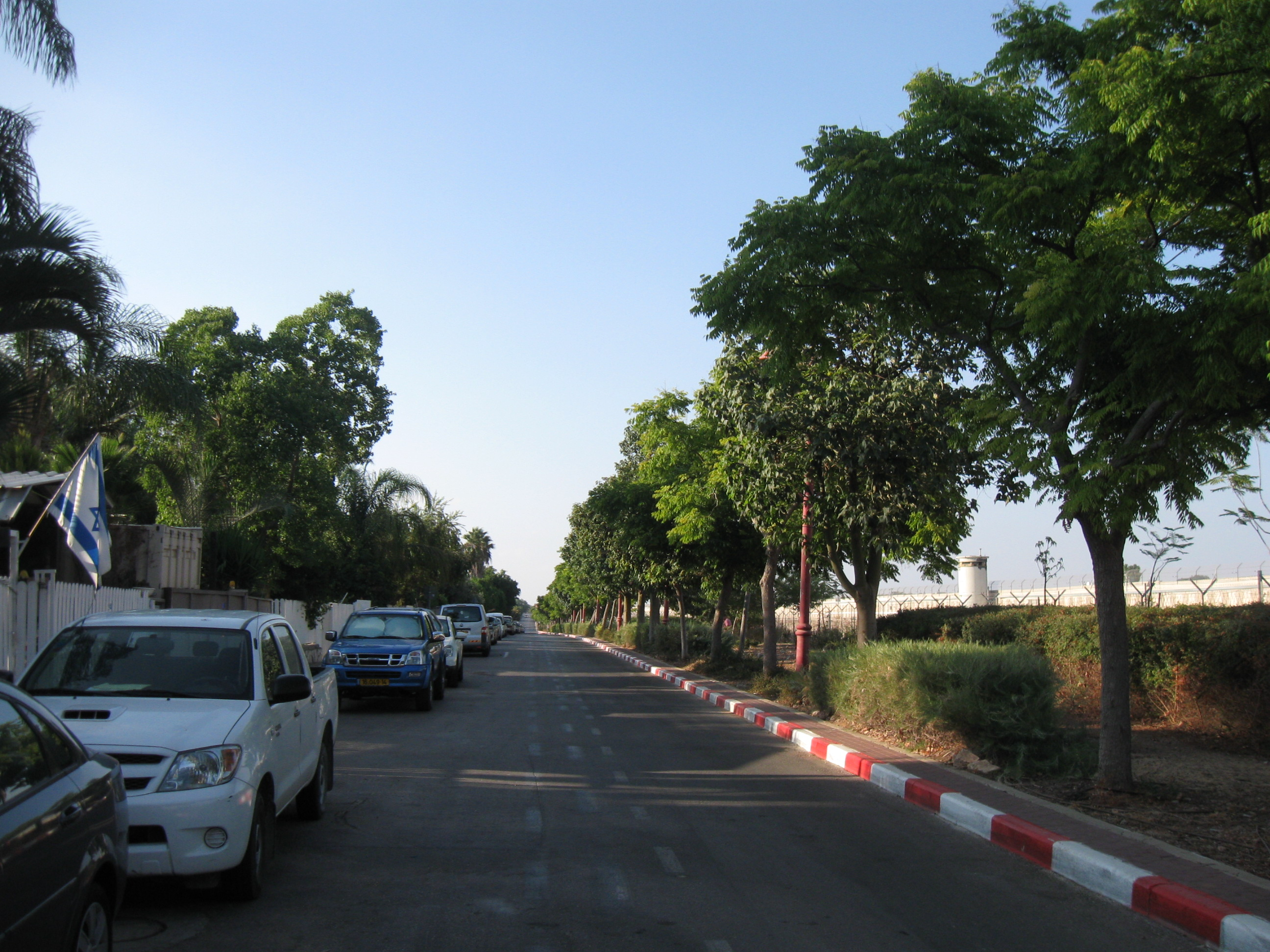
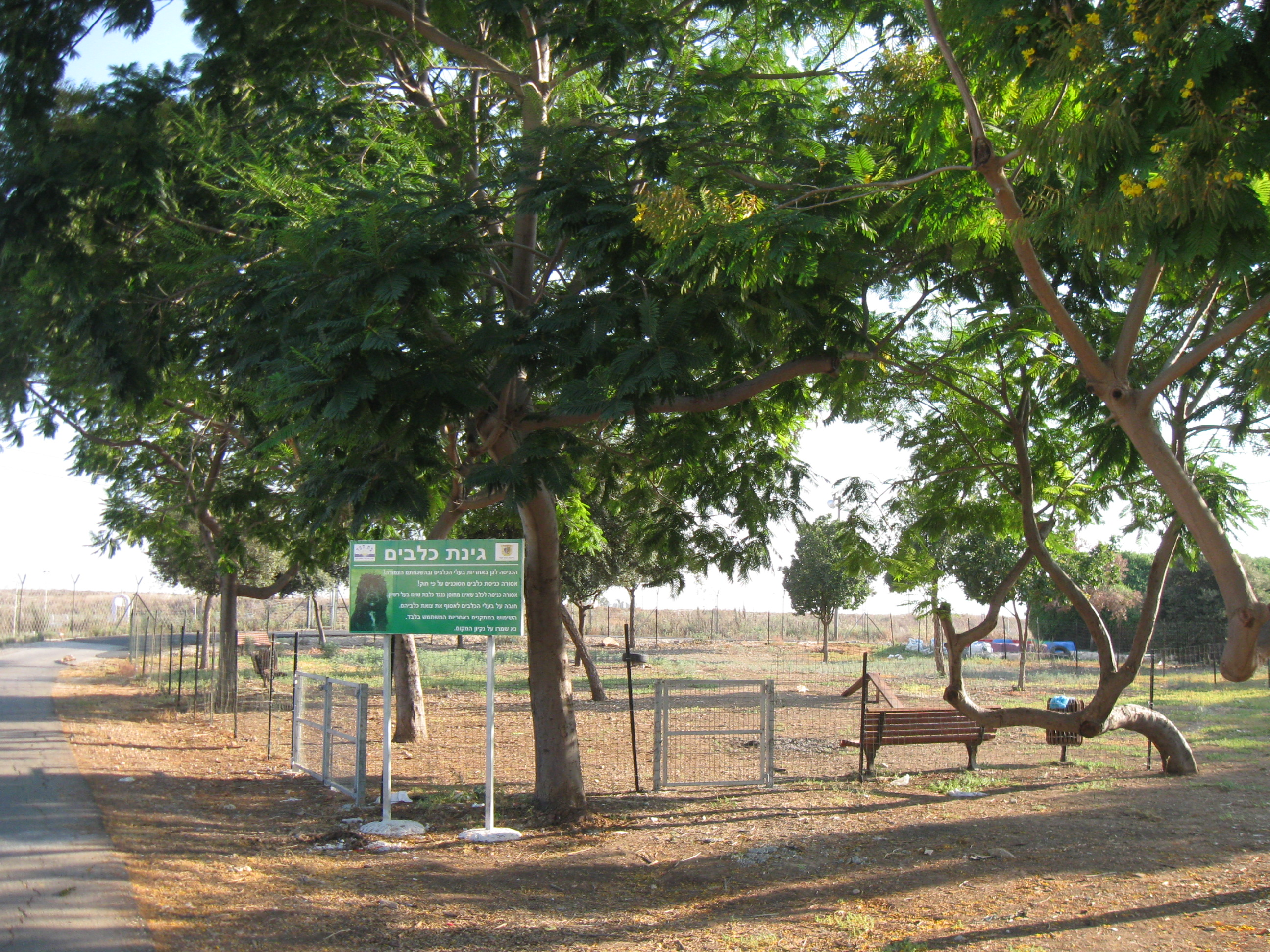
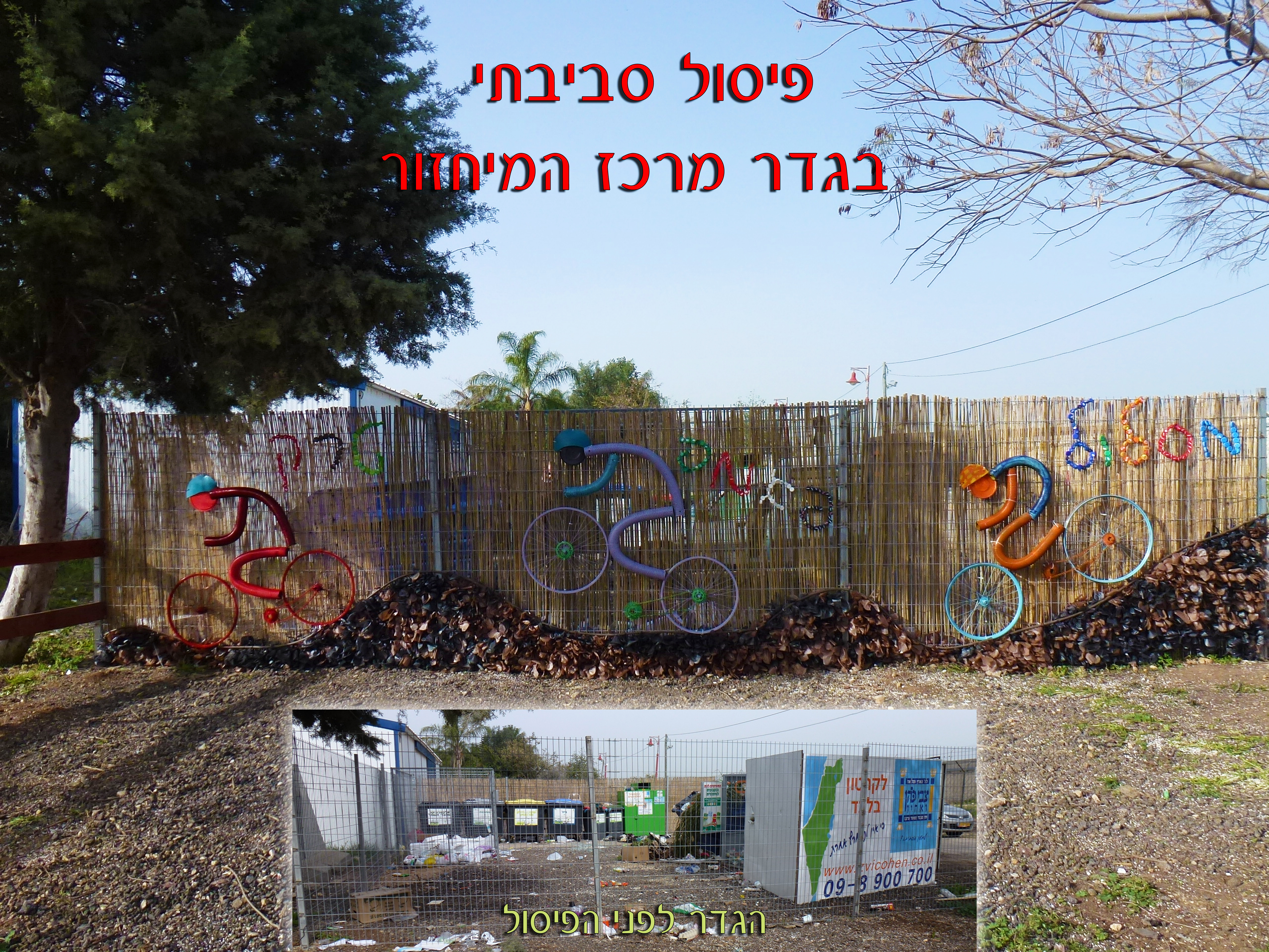